# 655. pehotni polk (Wehrmacht)
Za druge 655. polke glejte 655. polk.
655. pehotni polk (izvirno nemško Infanterie-Regiment 655) je bil eden izmed pehotnih polkov v sestavi redne nemške kopenske vojske med drugo svetovno vojno.

## Zgodovina
Polk je bil ustanovljen 16. marca 1940 kot polk 9. vala kot Landesschützen-Regiment Oberost ter dodeljen 379. pehotni diviziji.
10. julija 1940 je bil ustanovljen 655. stražni bataljon; nato pa je bil 15. avgusta istega leta polk razpuščen in osebje dodeljeno Heimatwachu.